# Bosna
|  | Aquest article tracta sobre riu. Vegeu-ne altres significats a «Bòsnia». |

El Bosna (en ciríl·lic: Босна) és el tercer riu més llarg de Bòsnia i Hercegovina, i és considerat un dels tres principals rius interns, juntament amb el Neretva i el Vrbas. El Bosna recorre 271 km, i el seu nom noté cap variant en llengua estrangera. Durant l'Imperi Romà, a vegades s'anomenava Bosona, i es creu que aquest és probablement l'origen il·líric del nom Bosna.

## Curs i afluents
El riu Bosna recorre la Vall del Bosna, el principal centre industrial del país on viuen prop d'un milió de persones, així com la ubicació de diverses de les principals ciutats del país. Els seus principals afluents són el Željeznica, el Miljacka, el Fojnica, el Lašva, el Gostović, el Krivaja, l'Usora, i el Spreča.

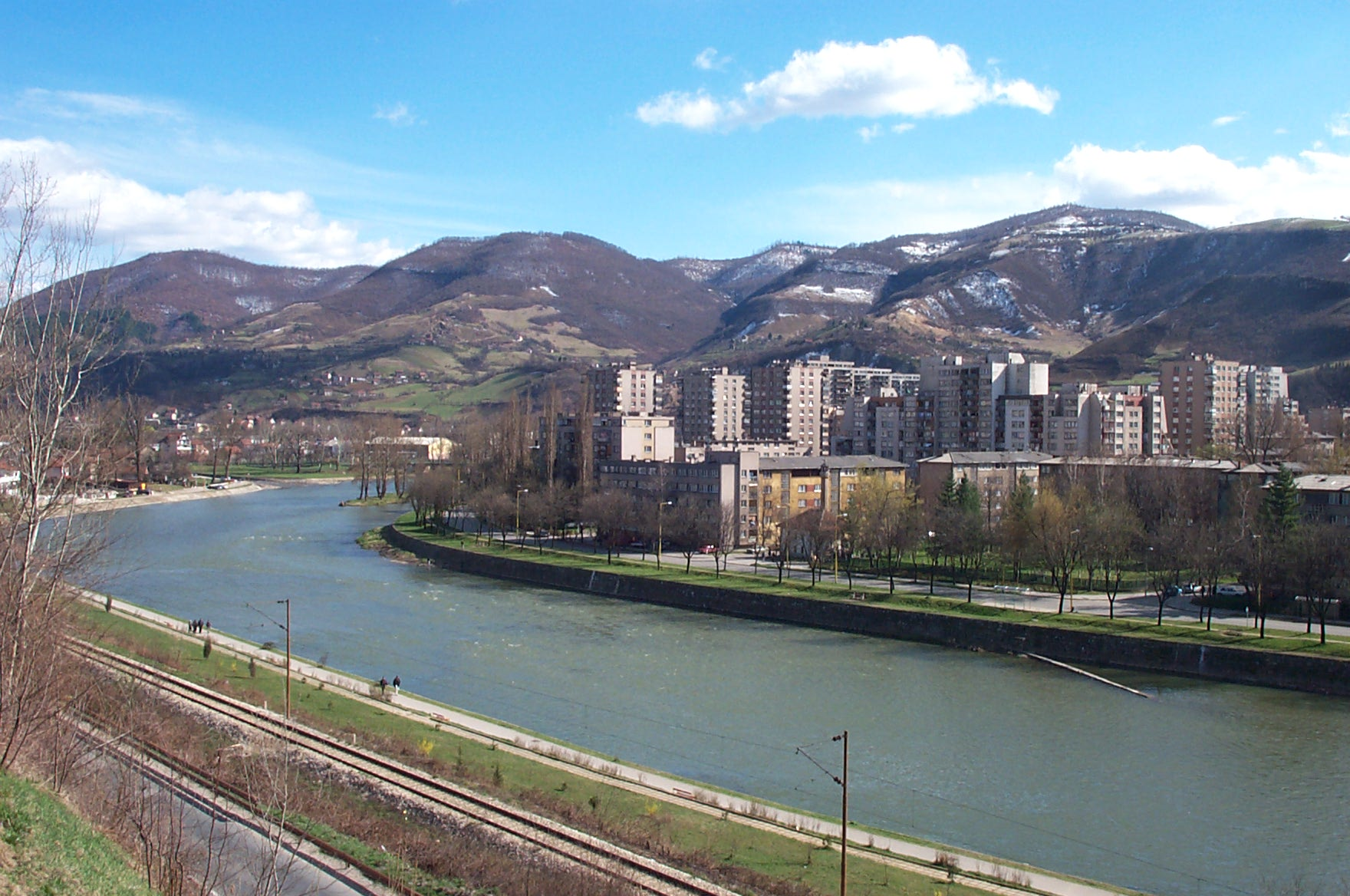
El Bosna, passant per la ciutat de Zenica.

El Bosna naix al manantial de Vrelo Bosne, al peu de la muntanya Igman, als afores de Sarajevo. Aquesta font constitueix un dels principals monuments històrics i naturals de Bòsnia i Hercegovina. A partir d'aquí, puja cap al nord per convertir-se en afluent del Sava, a la ciutat de Bosanski Samac.
Administrativament, el riu neix al cantó de Sarajevo, i passa pel cantó de Zenica-Doboj, la regió de Doboj i el cantó de Posavina, per aquest ordre. Pel que fa a les ciutats, el curs del riu passa per Visoko, Zenica, Doboj, Modrica i Bosanski Samac.

## Aprofitament
Als afores de Zenica l'aprofiten en diverses centrals hidroelèctriques.
Al llarg del 2006 es va endegar un projecte per recuperar l'ecosistema del riu i els seus afluents, i es van construir dues centrals de control de qualitat i quantitat, una a Doboj i l'altra a Sarajevo. També es va desenvolupar, dins d'aquest programa, un projecte de regadiu a la Vall del Popovo.